# Datena
José Luiz Datena (Ribeirão Preto, 19 de maio de 1957) é um jornalista, apresentador de televisão, locutor esportivo, radialista e político brasileiro, filiado ao Partido da Social Democracia Brasileira (PSDB). É conhecido por ter apresentado o Brasil Urgente, da Band, e também por ter sido o candidato do PSDB para a prefeitura de São Paulo nas eleições de 2024.

## Carreira

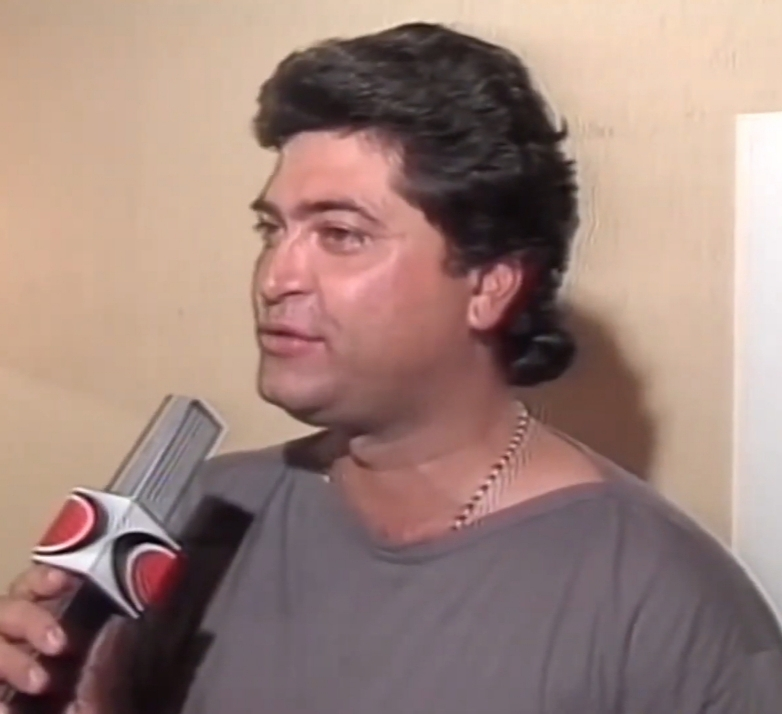
Datena com a Rede Bandeirantes em 1990

O primeiro trabalho de José Luiz Datena foi em uma rádio de sua cidade natal. Ele era repórter do programa Plantão Esportivo, no qual também exercia a função de locutor. Ainda em Ribeirão Preto, Datena trocou o rádio pela televisão. Além das reportagens esportivas, passou a cobrir outros temas. Foi justamente uma reportagem em que ele fez para a EPTV Ribeirão sobre um lixão da cidade que lhe rendeu o primeiro de dois prêmios Vladimir Herzog. Foi demitido da TV Globo em 1989, após ter subido no palanque do candidato a presidente Lula na Eleição presidencial daquele ano. A convite do narrador Luciano do Valle, estreou na Band como jornalista esportivo, onde atuou como repórter e locutor, participando da cobertura dos principais eventos esportivos no Brasil e no exterior. Aliás, foi nessa época que ele criou o acrônimo que a emissora de João Jorge Saad mantém até hoje: "Band".
Em 1996, entrou para a equipe de esportes da Record. Na emissora, o já consagrado repórter esportivo ganhou mais notoriedade comandando o programa policial Cidade Alerta. Depois de uma brevíssima passagem pela Rede TV! em 2002, apresentando o Repórter Cidadão também policial, volta para a Record e em seguida, vai para a Bandeirantes, apresentando o Brasil Urgente (semelhante ao "Cidade Alerta") e o No Coração do Brasil, no qual viaja para vários lugares do país apresentando aspectos pitorescos do país, formato já exaustivamente utilizado desde os tempos do jornalista Amaral Netto. Datena apresentou o Brasil Urgente e o telejornal local São Paulo Acontece, na Bandeirantes, além do programa Manhã Bandeirantes, na Rádio Bandeirantes. O jornalista também foi condenado a pagar 60 mil reais em um processo movido por um juiz em virtude de danos morais.

### Troca de emissoras
Em 16 de junho de 2011, Datena assinou um contrato de cinco anos com a Rede Record para apresentar o novo Cidade Alerta. Ele já esteve na Rede Record entre 1996 e 2003 (com uma passagem breve pela RedeTV!). Na Band, ele apresentava o local SP Acontece e o nacional Brasil Urgente. No dia 29 de julho, Datena encerra o Cidade Alerta com a seguinte frase: “Muito obrigado e até um dia!” É que ele entregara a carta de rescisão de contrato para a Record, apenas 43 dias após estrear o programa. Após tornar públicas algumas das suas insatisfações, houve por parte da direção de jornalismo da referida rede de televisão uma solicitação ao apresentador para que não aceitasse mais pedidos de entrevistas. Isso só aumentou o desconforto entre as partes. As frequentes mudanças no horário do Cidade Alerta e a quebra da rede em meio a sua exibição foram outras causas que acabaram precipitando o desgaste das relações entre as partes.
Contudo, a TV Bandeirantes já havia admitido, por meio de seu departamento de comunicação, que as negociações para que Datena voltasse a integrar o quadro de funcionários da emissora estariam para acontecer. Desde o momento em que resolveu trocar a Band pela Record, em junho, José Luiz Datena nunca deixou de conversar com diretores da sua antiga emissora. Entre trocas de telefonemas e encontros em restaurantes, também aconteceu uma reunião informal com Johnny Saad. O acerto definitivo, após se ter em mãos pareceres de advogados das partes interessadas (por causa da questão da multa), aconteceu na noite do dia 28 de julho. Datena e José Emílio Ambrósio, então diretor de Jornalismo e Esporte da TV Bandeirantes, jantaram e conversaram por mais de três horas, quando tudo foi acertado. O seu retorno ao Brasil Urgente aconteceu no dia 8 de agosto e ele voltou a fazer o programa de todas as manhãs na Rádio Bandeirantes. Datena ficou no comando do Brasil Urgente até 20 de abril de 2018,quando no dia que completou 15 anos anunciou sua saída, sendo substituído pelo filho o jornalista Joel Datena Em 24 de junho de 2018, Datena deixa a apresentação do auditório Agora É com Datena, para a disputa das Eleições 2018, com isso, o jornalista retorna ao jornalismo com o Brasil Urgente.

### Programa de auditório
No dia 9 de abril de 2012, Datena estreou um game show chamado Quem Fica em Pé?. Dez pessoas participam do programa, e o participante cai em um buraco ao ser eliminado. Em fevereiro de 2018 a emissora anuncia em sua nova programação a estreia de um programa dominical chamado Agora É com Datena, fazendo com que se afastasse do Brasil Urgente. Com a saída do jornalista do entretenimento, o apresentador volta ao comando do Brasil Urgente.

### Eleições 2024, saída do Brasil Urgente e mudança para o SBT
Datena tirou licença da apresentação do programa Brasil Urgente para se candidatar a prefeito nas eleições municipais de 2024 da cidade de São Paulo. Não retornou à posição de apresentador, sendo substituído de modo definitivo por seu filho, Joel Datena (que o havia substituído durante o período eleitoral).
A Band chegou a oferecer ao Datena uma condição para ele permanecer na emissora, apesar de ter topado renovar o contrato, mas com salário menor, sendo ela a de apresentar um formato de entretenimento no canal, como já havia feito no Quem Fica em Pé? e no Agora é com Datena. Porém, o apresentador acabou iniciando as negociações com o SBT e em 28 de novembro de 2024 decidiu rescindir com a emissora do Morumbi após 13 anos consecutivos no canal. No dia 4 de dezembro, Datena assina com o SBT se tornando o novo apresentador do Tá na Hora, estreando no dia 9. A contratação do jornalista era um desejo antigo de Silvio Santos (1930–2024) e quase aconteceu em 2020, sendo cancelada após o empresário atender a um pedido de Íris Abravanel.
Datena, contudo, só ficaria no SBT por apenas quatro meses, já que em 3 de maio de 2025, o apresentador teria o seu contrato com a emissora rescindido por ter anunciado publicamente, mas sem comunicar a cúpula do canal, a sua saída por demonstrar insatisfação pelas mudanças no Tá na Hora, que se tornaria exclusivamente local.

### Retorno à RedeTV!
Em 6 de maio de 2025, Datena acerta seu retorno com a RedeTV! após 23 anos, confirmando os boatos expostos pelo senador, apresentador e amigo pessoal, Jorge Kajuru (PSB-GO), em entrevista à Veja no dia 1.° de maio.
Seu programa é chamado de Brasil do Povo, e vai ao ar de segunda a sexta-feira, das 18h às 19h55.

### Anúncio de aposentadoria
Em entrevista para o programa Mulheres em maio de 2014, Datena revelou que estaria planejando aposentar a apresentação de programa policiais após o término do contrato com a Rede Bandeirantes e sinalou o desejo de fazer um talk show na emissora. Ele acrescentou dizendo: "Não tenho vontade de ficar opinando toda hora sobre todas as coisas. Só faço porque sou pago para isso, tenho que cumprir contrato".

## Vida pessoal
Natural de Ribeirão Preto, interior de São Paulo, Datena é filho de Vicente Datena e Iracy Callegaris. É casado com a mesma esposa há mais de três décadas e tem cinco filhos, dos quais, dois são frutos de um relacionamento extraconjugal com a jornalista Mirtes Wiermann, durante um período de três anos em que esteve separado da mulher (um dos filhos desse período é a modelo Letícia Wiermann). O jornalista teve alguns problemas de saúde ao longo da vida, parte em razão da ingestão imoderada de álcool na juventude. Retirou metade do pâncreas e extraiu o baço, além de ainda ter feito uma cirurgia na garganta. O apresentador convive ainda com a diabetes, o que o tornou dependente de ingestões de insulina.

## Controvérsias

### Transmissão do Festival Folclórico de Parintins
Em 2008, em vídeo gravado durante a transmissão do Festival Folclórico de Parintins, Datena criticou o apresentador do festival, juntamente com Patrícia Maldonado. Os dois abusaram de ironia e linguagem explícita. Datena ainda fez um comentário xenófobo, ao dizer "Vamos fazer o movimento da 'parintinada'. Amazonas independente do Brasil em nível nacional". A Band e os apresentadores afirmaram, em nota, que as frases foram tiradas de contexto e que eram comentários em off, não interferindo na transmissão veiculada em rede nacional.

### Polêmica com os ateus
Na edição do programa Brasil Urgente exibida em 27 de julho de 2010, Datena, após comentar dois casos extremos de assassinatos brutais mostrados anteriormente, fez associações consideradas preconceituosas entre criminalidade e descrença religiosa, acusando os que não acreditam em Deus como responsáveis pela degradação da sociedade. No começo de dezembro o Ministério Público Federal em São Paulo moveu ação em tribunal pedindo uma retratação com duração mínima do dobro do tempo dos comentários. A justiça condenou a Band em 31 de janeiro de 2013 a promover uma campanha a favor da diversidade religiosa com a mesma duração que teve o comentário do apresentador, ou seja, 50 minutos. A emissora pode recorrer da sentença.

### Ameaça de morte e suposta pressão de Gilberto Kassab
De acordo com o colunista Alberto Pereira Jr, do site F5, às 9h55 da manhã de terça-feira 15 de maio de 2012, o Disque Denúncia havia recebido uma ligação afirmando que Datena seria assassinado no número 13 da rua Radiantes, localizado no Jardim Leonor, em São Paulo. O Departamento de Inteligência da Polícia Civil (Dipol) recebeu a informação às 11h37. Não é a primeira vez que o apresentador do jornalístico Brasil Urgente sofre ameaças de criminosos. Em 28 de março, a polícia conseguiu interceptar um plano de sequestro, que ocorreria na rodovia Castelo Branco, em São Paulo, onde ele costuma transitar.
"Nesta quarta-feira a polícia entrou em contato comigo para avisar que um grupo criminoso me sequestraria hoje, às 21h, em um ponto em que eu passo sempre com meu carro", havia declarado Datena, ao vivo durante o seu programa na TV. Na rádio, o jornalista ameaçou pedir as contas por não aguentar mais ser pressionado pelo então prefeito de São Paulo, Gilberto Kassab, por causa da repercussão que o apresentador estaria dando em seu programa sobre a denúncia de que o ex-assessor do prefeito, Hussain Aref Saab, teria acumulado aproximadamente R$ 50 milhões em imóveis durante a última década. Aref era chefe do Departamento de Aprovação de Obras. No dia 28 de fevereiro, após Datena se irritar e abandonar o seu programa ao vivo na rádio, ele afirmou à coluna do F5 que poderia se aposentar do veículo.

### Eleições 2018
Era pré-candidato ao Senado de São Paulo, pelo Democratas nas eleições de 2018. Em 28 de junho de 2018, foi lançada a pré-candidatura ao lado do pré-candidato ao Governo de São Paulo João Doria. No dia 9 de julho de 2018, voltou a apresentar o programa Brasil Urgente na Band e anunciou oficialmente sua desistência da candidatura ao Senado alegando que ainda não está preparado para a política brasileira.

### Processo por assédio
Em janeiro de 2019, Datena foi alvo de um processo por assédio sexual movido pela jornalista Bruna Drews, repórter do Brasil Urgente e integrante do já extinto Agora é com Datena. Segundo Bruna, em 7 de junho do ano anterior, na comemoração do encerramento das gravações do quadro A Fuga, do qual ela fazia parte, em um bar de São Paulo, Datena teria dito que que achava "um desperdício" a colega de trabalho se relacionar com outras mulheres, além de usar de palavras de baixo calão para expressar atração física por ela, a deixando muito constrangida segundo a jornalista. Datena negou que tivesse iniciado conversas de cunho sexual com Bruna; o apresentador frisou que é casado, tem cinco filhos e seis netos e apenas elogiava a repórter durante o Brasil Urgente por sua "beleza e competência acima de tudo".
Bruna Drews denunciou Datena ao Ministério Público de São Paulo. A jornalista também moveu ação trabalhista contra a Band. Segundo ela, a emissora foi conivente com as atitudes do apresentador. Datena negou as acusações e abriu processo contra Bruna por Calúnia. Bruna retirou as acusações oito meses depois. Em outubro de 2019, Bruna assinou uma carta em que recuou em relação às declarações contra Datena. Pouco depois, em entrevista ao UOL, Bruna disse que foi induzida a assinar a carta devido à pressão que estava vivendo. O processo foi arquivado. A jornalista afirmou que o arquivamento ocorreu sem que ela fosse ouvida pela polícia e que não teria dinheiro para enfrentar um processo contra Datena.

### Entrevista com Bolsonaro e notícia falsa
No dia 15 de janeiro de 2021, com o agravamento da pandemia de COVID-19 em Manaus, Datena concedeu espaço em seu programa de televisão ao então presidente Jair Bolsonaro. O presidente repetiu diversas vezes que o STF o impediu de combater a pandemia de COVID-19, o que é mentira. Devido a repercussão das declarações, o próprio STF desmentiu o presidente em uma nota. Segundo o levantamento do Aos Fatos, a notícia falsa de Bolsonaro reproduzida no programa foi posteriormente disseminada em redes sociais por dois deputados para tentar tirar a culpa do presidente Jair Bolsonaro pela situação de Manaus e transferir para o STF. São eles: Bibo Nunes (PSL-RS) e Marco Feliciano (Republicanos-SP).

### Caso "Monstro da Mamadeira"
Datena foi o responsável por apelidar Daniele Toledo de "Monstro da Mamadeira" na época que ela foi acusada de matar a própria filha usando cocaína. Daniele ficou presa por 37 dias e foi espancada pelas detentas por várias horas. Mais tarde, foi comprovado que as acusações eram falsas. No lançamento do seu livro em 2016 Daniele Toledo declarou: "Foi o Datena que me apelidou desse jeito. Não tenho raiva dele, nem ódio, mas mágoa sempre fica. Até agora não chegou nenhum pedido de retratação da parte dele. Nem da polícia, nem dos médicos, da mídia. Se o Datena não tivesse colocado esse apelido, talvez o caso não ficasse tão emblemático, e eu não sofreria tanto."

## Carreira política
O apresentador foi filiado ao Partido dos Trabalhadores (PT) por 23 anos, se filiou em 1992 em Ribeirão Preto e pediu em 2015 sua desfiliação por telefone. No mesmo ano filia-se ao Progressistas (PP) onde permaneceu até 2017.

### Candidatura à prefeitura de São Paulo em 2016
No dia 28 de julho de 2015, o PP anunciou Datena como seu único pré-candidato à prefeitura de São Paulo nas eleições municipais de 2016. Dias depois, deixou o PT, ao qual estava filiado havia mais de treze anos, para se juntar ao PP, mas amenizou as expectativas sobre sua pré-candidatura. À época, PSDB e PSB também cortejavam o apresentador. No entanto, durante seu programa na rádio Bradesco Esportes FM no dia 18 de janeiro de 2016, anunciou que estaria desistindo da candidatura motivado por denúncias de corrupção contra o Partido Progressista.

### Outros partidos
Novamente em 2017, Datena migra para um novo partido: o Partido Republicano Progressista (PRP). No entanto, ficou apenas 6 meses no partido.
Em 2018 decidiu se filiar ao Democratas (DEM). Em 2020, mudou-se novamente de partido, dessa vez foi para o Movimento Democrático Brasileiro (MDB). Em 2021, Datena novamente anuncia uma mudança de partido, se filiou ao Partido Social Liberal (PSL) visando as eleições de 2022.
Em novembro de 2021, Datena anunciou sua saída do PSL, indo para o Partido Social Democrático (PSD), porém a troca não aconteceu.
Em março de 2022, o presidente do Partido Democrático Trabalhista (PDT), Carlos Lupi, convida o apresentar a filiar-se ao partido, oferecendo a possibilidade de compor a chapa presidenciável como vice de Ciro Gomes ou a concorrer ao Senado, ou ao Governo do Estado de São Paulo, onde também foi recusado o pedido. Em 1.º de abril de 2022, último dia da janela partidária daquele ano, Datena se filiou ao Partido Social Cristão (PSC), visando concorrer ao Senado pelo estado de São Paulo nas eleições de outubro de 2022. Em junho o apresentador desistiu de disputar as eleições pela quarta vez.

### Candidato à prefeitura de São Paulo em 2024

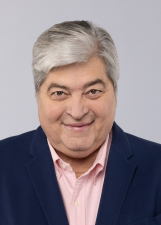
Foto usada na urna eletrônica pelo TSE

Em março de 2023 o presidente do PDT, Carlos Lupi, confirmou que Datena se filiou ao partido e que seria o candidato do partido para disputar as eleições municipais de 2024 na cidade de São Paulo. Datena deixou o partido no mesmo ano ao filiar-se ao Partido Socialista Brasileiro (PSB), em cerimônia que contou com a presença de líderes do partido como Carlos Siqueira, Geraldo Alckmin, Márcio França, Jorge Kajuru e Tabata Amaral, onde declarou "essas últimas voltas na pista da vida dedicarei a este partido e ao povo brasileiro". Entretanto, no ano seguinte, no mês de abril, filiou-se ao Partido da Social Democracia Brasileira (PSDB).
Em 13 de junho de 2024, o Diretório Municipal do PSDB em São Paulo oficializou a pré-candidatura do apresentador José Luiz Datena à prefeitura da capital paulista para o pleito de outubro.
No segundo turno declarou apoio à Guilherme Boulos.

#### Cadeirada em Pablo Marçal
No debate promovido pela TV Cultura no dia 15 de setembro de 2024 entre os candidatos à prefeitura de São Paulo, Datena agrediu fisicamente com uma cadeira o candidato Pablo Marçal (PRTB), após provocações deste, inclusive pela expressão "vai". O debate teve que ser interrompido por minutos. Datena foi expulso do debate e Pablo Marçal foi levado em uma ambulância para o Hospital Sírio-Libanês. Foi divulgado pela campanha de Marçal que ele teve uma pequena fratura e que sua assessoria registrou um boletim de ocorrência contra Datena na Polícia Civil do Estado de São Paulo. Apesar das informações divulgadas, o hospital não confirmou que houve fratura e sim "traumatismo na região do tórax à direita e em punho direito, sem maiores complicações associadas". Marçal teve alta na manhã do dia 16 de setembro e prosseguiu com sua campanha. O laudo do Instituto Médico Legal concluiu que não houve fratura e indicou lesão corporal leve.

## Desempenho eleitoral
| Ano  | Eleição                | Partido | Cargo    | Votos   | %     | Resultado  | Ref    |
| ---- | ---------------------- | ------- | -------- | ------- | ----- | ---------- | ------ |
| 2024 | Municipal de São Paulo | PSDB    | Prefeito | 112.344 | 1,84% | Não eleito | [ 76 ] |

## Filmografia

### Televisão
| Ano                        | Programa                         | Cargo                           | Emissora        |
| -------------------------- | -------------------------------- | ------------------------------- | --------------- |
| 1998–2002; 2002–2003; 2011 | Cidade Alerta                    | Apresentador                    | Record          |
| 1998                       | Copa do Mundo da França          | Narrador                        | Record          |
| 1999                       | Fala Brasil Edição de Domingo    | Apresentador                    | Record          |
| 1999–2001                  | Cidade Alerta Segunda Edição     | Apresentador                    | Record          |
| 2002; 2025                 | Repórter Cidadão                 | Apresentador                    | RedeTV!         |
| 2002                       | No Vermelho                      | Apresentador                    | Record          |
| 2003–2011; 2011–2024       | Brasil Urgente                   | Apresentador                    | Band            |
| 2006–2009                  | No Coração do Brasil             | Apresentador                    | Band            |
| 2009–2011                  | SP Acontece                      | Apresentador                    | Band            |
| 2012–2013                  | Quem Fica em Pé?                 | Apresentador                    | Band            |
| 2014                       | Copa do Mundo do Brasil          | Narrador                        | Band BandSports |
| 2015–2016                  | O Craque e a Fera                | Apresentador                    | BandSports      |
| 2016                       | Eurocopa da França               | Narrador                        | Band            |
| 2016                       | Jogos Olímpicos de Verão de 2016 | Narrador                        | Band            |
| 2018                       | Agora É Domingo                  | Apresentador                    | Band            |
| 2020–2021                  | Campeonato Italiano Série A      | Narrador                        | Band            |
| 2020                       | Datena: Um Novo Olhar            | Apresentador                    | Band            |
| 2022                       | Band Eleições                    | Apresentador                    | Band            |
| 2024–2025                  | Tá na Hora                       | Apresentador                    | SBT             |
| 2025                       | Programa Silvio Santos           | Participação (Show de Calouros) | SBT             |
| 2025–presente              | Brasil do Povo                   | Apresentador                    | RedeTV!         |

### Rádio
| Ano                             | Título                | Cargo        | Emissora             |
| ------------------------------- | --------------------- | ------------ | -------------------- |
| 2014–2017                       | Nossa Área com Datena | Apresentador | Bradesco Esportes FM |
| 2010–2011; 2011–2014; 2020–2023 | Manhã Bandeirantes    | Apresentador | Rádio Bandeirantes   |

### Internet
| Ano           | Título          | Cargo        | Plataforma               |
| ------------- | --------------- | ------------ | ------------------------ |
| 2017–presente | Canal do Datena | Apresentador | YouTube                  |
| 2020–2021     | Blog do Datena  | Escritor     | «Blog» [ligação inativa] |